# Graphogaster dorsalis
Graphogaster dorsalis là một loài ruồi trong họ Tachinidae.